# Nekrolog 1348
Nekrolog
◄◄
| ◄
| 1344
| 1345
| 1346
| 1347
| 1348 | 1349 | 1350 | 1351 | 1352 | ► | ►►
Weitere Ereignisse | Allgemeiner Nekrolog 1348
Die Beschreibung der verstorbenen Person sollte so kurz wie möglich gehalten sein und nur deren signifikante Tätigkeit(en) enthalten.
Neue Namen ggf. auch unter dem Geburts- und Sterbedatum, also etwa unter 1. Januar und im Geburts- und Sterbejahr (2024) eintragen (nur bei entsprechender großer Wichtigkeit). Für Beispiele siehe die schon vorhandenen Artikel.
Außerdem über die fünf zuletzt Verstorbenen, zu denen es einen ausreichend guten Artikel für eine Präsentation auf der Hauptseite gibt, nach der todesbedingten Überarbeitung der Artikel ggf. auch unter Wikipedia Diskussion:Hauptseite informieren und sie am besten auch in den anderen Wikipedia-Sprachversionen eintragen. Tipp: Regelmäßig bei news.google.de nach „ist tot“, „gestorben“ oder „verstorben“ suchen.
Wenn eine Person gestorben ist, gibt es viele Seiten zu dieser Person in der Wikipedia, die davon auch betroffen sind und entsprechend aktualisiert werden müssen. Beispiele: Namenübersichtsseite, Geburtsjahr, Geburtsort-Seiten und viele mehr.
Wie finde ich die betroffenen Seiten?
Im Suchfeld auf der linken Seite gibt man den Suchbegriff so ein: „Vorname Nachname“. Dann klickt man auf Volltext und alle Seiten mit entsprechendem Suchtext werden aufgerufen. Hier sieht man dann schnell, wo auch das Todesjahr Sinn macht oder sogar ein Teil des Artikels angepasst werden muss. Auch hilft das „Werkzeug“ auf der linken Seite sehr gut, um solche Seiten aufzufinden: „Links auf diese Seite“. Somit ist die Wikipedia wieder aktuell in allen Bereichen! Hinweis: bei Eintragung der Kategorie „Gestorben JAHR“ wird der Missbrauchsfilter 49 ausgelöst, was jedoch nicht schlimm ist. Siehe: Spezial:Missbrauchsfilter/49
Dies ist eine Liste von im Jahr 1348 verstorbenen bekannten Persönlichkeiten. Die Einträge erfolgen innerhalb der einzelnen Daten alphabetisch sortiert. Tiere sind im Nekrolog für Tiere zu finden.

## Januar
| Tag        | Name             | Beruf, bekannt als | Alter | Beleg |
| ---------- | ---------------- | ------------------ | ----- | ----- |
| 21. Januar | Heinrich III.    | Graf von Vaudémont |       |       |
| 23. Januar | Karl von Durazzo | Herzog von Durazzo |       |       |

## Februar
| Tag        | Name        | Beruf, bekannt als                                                                                              | Alter | Beleg |
| ---------- | ----------- | --- | ----- | ----- |
| 2. Februar | Manvydas    | litauischer Adliger, Sohn des litauischen Großfürsten Gediminas                                                 |       |       |
| 2. Februar | Narimantas  | zweiter Sohn des litauischen Großfürsten Gediminas und Fürst von Polozk (1335(?)–1345) und Pinsk (um 1341–1348) |       |       |
| Februar    | Adh-Dhahabī | Gelehrtenbiograph und Historiker                                                                                |       |       |

## März
| Tag      | Name                   | Beruf, bekannt als                         | Alter | Beleg |
| -------- | ---------------------- | ------------------------------------------ | ----- | ----- |
| 2. März  | Willekin Pape          | Domherr und gewählter Bischof von Schwerin |       |       |
| 8. März  | Ulrich von Württemberg | Graf von Württemberg, Domherr in Speyer    |       |       |
| 11. März | Petrus I.              | Abt im Kloster St. Blasien                 |       |       |

## April
| Tag      | Name           | Beruf, bekannt als                   | Alter | Beleg |
| -------- | -------------- | ------------------------------------ | ----- | ----- |
| 3. April | Adolf VI.      | Graf der Grafschaft Berg (1308–1348) |       |       |
| 3. April | Johann II.     | Herzog von Athen und Neopatria       |       |       |
| 6. April | Laura de Noves | Frau des Grafen Hugues II. de Sade   |       |       |

## Mai
| Tag    | Name          | Beruf, bekannt als | Alter | Beleg |
| ------ | ------------- | ------------------ | ----- | ----- |
| 1. Mai | Heinrich IV.  | Graf von Waldeck   |       |       |
| 8. Mai | Heinrich III. | Vogt von Plauen    |       |       |

## Juni
| Tag               | Name               | Beruf, bekannt als                               | Alter | Beleg |
| ----------------- | ------------------ | ------------------------------------------------ | ----- | ----- |
| 10. Juni          | Gozzio Battaglia   | Kardinal der katholischen Kirche                 |       |       |
| 13. Juni          | Don Juan Manuel    | spanischer Staatsmann und Schriftsteller         | 66    |       |
| 18. oder 28. Juni | Gentile da Foligno | italienischer Arzt, Mediziner und Naturphilosoph |       |       |
| 25. Juni          | Rudolf IV.         | Markgraf von Baden                               |       |       |

## Juli
| Tag     | Name             | Beruf, bekannt als                           | Alter | Beleg |
| ------- | ---------------- | -------------------------------------------- | ----- | ----- |
| 3. Juli | Giovanni Colonna | römischer Geistlicher, Kardinal und Adeliger |       |       |
| 7. Juli | Johannes Andreae | italienischer Rechtsgelehrter                |       |       |

## August
| Tag        | Name                        | Beruf, bekannt als                          | Alter | Beleg |
| ---------- | --------------------------- | ------------------------------------------- | ----- | ----- |
| 1. August  | Blanca Margarete von Valois | erste Ehefrau des böhmischen Königs Karl I. |       |       |
| 3. August  | Gauscelin de Jean           | Kardinal                                    |       |       |
| 20. August | Bernhard III.               | Fürst von Anhalt-Bernburg                   |       |       |
| 23. August | John Stratford              | englischer Geistlicher                      |       |       |

## Oktober
| Tag         | Name                   | Beruf, bekannt als                               | Alter | Beleg |
| ----------- | ---------------------- | ------------------------------------------------ | ----- | ----- |
| 2. Oktober  | Alice de Lacy          | englische Adlige                                 | 66    |       |
| 16. Oktober | Luitgard von Wittichen | deutsche Mystikerin und Gründerin eines Klosters |       |       |
| 27. Oktober | Withego I. von Ostrau  | Bischof von Naumburg                             |       |       |

## Dezember
| Tag          | Name          | Beruf, bekannt als                                   | Alter | Beleg |
| ------------ | ------------- | ---------------------------------------------------- | ----- | ----- |
| 2. Dezember  | Hanazono      | 95. Tennō von Japan                                  | 51    |       |
| 25. Dezember | Chungmok Wang | 29. König des Goryeo-Reiches und der Goryeo-Dynastie | 11    |       |

## Datum unbekannt
| Tag | Name                                   | Beruf, bekannt als                                                                    | Alter | Beleg |
| --- | -------------------------------------- | ------------------------------------------------------------------------------------- | ----- | ----- |
|     | ʿAlī ibn ʿUṯmān ibn at-Turkumānī       | Jurist, Professor und hanafitischer Richter                                           |       |       |
|     | Johannes Angelos                       | byzantinischer Aristokrat, Heerführer und Provinzgouverneur von Epirus und Thessalien |       |       |
|     | Barlaam von Kalabrien                  | süditalienischer Kleriker und Gelehrter                                               |       |       |
|     | Ferrer Bassa                           | katalanischer Maler                                                                   |       |       |
|     | Maso di Banco                          | italienischer Maler                                                                   |       |       |
|     | Hugh Courtenay                         | englischer Adliger                                                                    |       |       |
|     | Lawrence Hastings, 1. Earl of Pembroke | englischer Magnat und Militär                                                         |       |       |
|     | Otto I.                                | deutscher Geistlicher, Erzbischof des Erzbistums Bremen (1344–1348)                   |       |       |
|     | Umur Bey                               | Herrscher der Aydınoğlu                                                               |       |       |
|     | Bernardo Tolomei                       | italienischer Heiliger und Ordensgründer                                              |       |       |
|     | Giovanni Villani                       | italienischer Geschichtsschreiber                                                     |       |       |